# النهر المركزي (غامبيا)

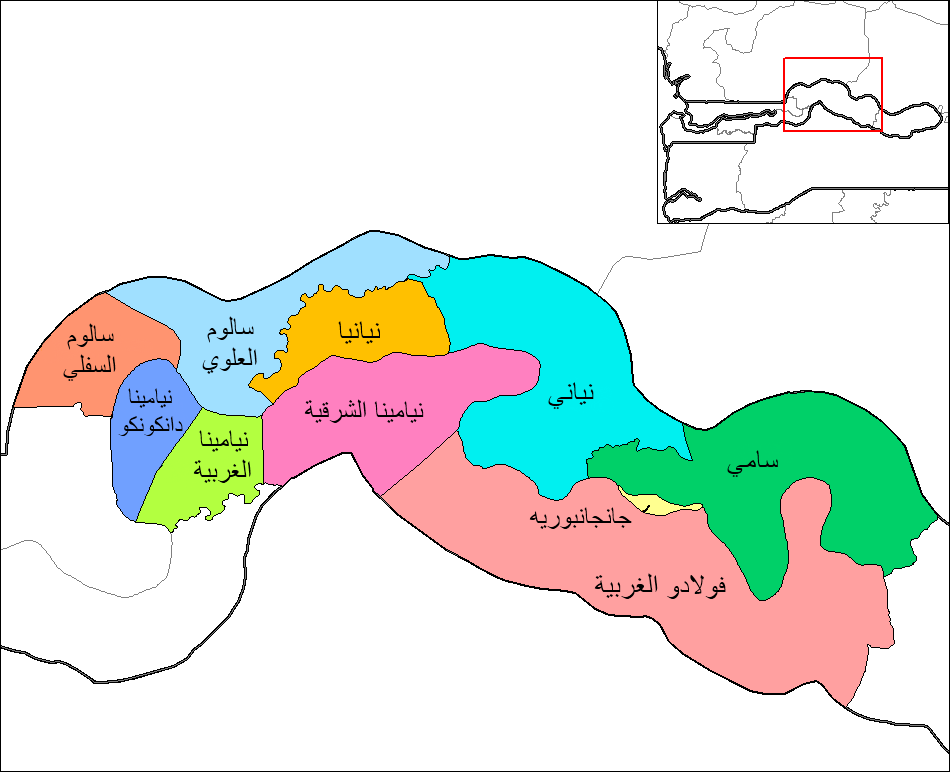
خريطة مناطق قسم النهر المركزي

النهر المركزي هو أكبر الأقسام الإدارية الخمسة في غامبيا. عاصمته جانجبوريه (جورج تاون سابقًا)، في جزيرة ماك كارثي ‏. أكبر مستوطنة هي بانسانغ، حيث يقدر عدد سكانها في عام 2008 بـ 8381 نسمة.
حتى عام 1995، كان القسم يُعرف باسم قسم جزيرة ماك كارثي، والذي تم إنشاؤه كواحد من خمس مناطق إدارية لمحمية غامبيا في أوائل القرن العشرين. كانت تقع على جانبي نهر غامبيا، وبلغ إجمالي عدد سكانها وفقًا لتعداد عام 2013 226،018  وكان إجمالي عدد الأسر 17،399 اعتبارًا من عام 2003. اعتبارًا من عام 2003، تبلغ المساحة الإجمالية للمنطقة 2894.3 كم 2 .